# Process Communication Model
 Process Communication Model (PCM) est un outil de gestion de la relation créé par le psychologue américain Taibi Kahler, issu de l’école de l'analyse transactionnelle.
Des critiques existent quant à la fiabilité de cet outil.

## Histoire
Le psychologue américain Taibi Kahler est praticien en psychothérapie et expert en analyse transactionnelle. À partir de 1969, il étudie les interactions entre les personnes et invente le concept des mini-scénarios qui seront la base de PCM. Il reçoit en 1977 le prix Eric Berne, qui récompense les contributions à l'analyse transactionnelle pour ce concept[source insuffisante].
Au début des années 1980, Terry McGuire, psychiatre-en-chef  à la NASA et chargé du recrutement et de la formation des astronautes, fait appel à Taibi Kahler qui travaillait sur les mini-scénarios de l'analyse transactionnelle, afin de s'assurer de la meilleure collaboration possible entre les astronautes pendant leurs missions[source insuffisante].
Process Communication Model (PCM) se distingue d'autres méthodes de développement personnel en insistant sur la relation à soi et à l'autre par des comportements directement observables[source insuffisante].

## Description

### Six types de personnalité et trois degrés de stress
Selon Taibi Kahler, on peut retrouver chez toute personne six types de personnalité. Il considère que chaque type comporte une certaine dose de stress, à laquelle le Process Communication Model apporte un antidote. Chaque type porte un nom (entre parenthèses, le nom en anglais) :
1. Analyseur (Thinker),
2. Persévérant (Persister),
3. Énergiseur (Rebel),
4. Promoteur (Promoter),
5. Empathique (Harmonizer),
6. Imagineur (Imaginer).

Le questionnaire élaboré par Taibi Kahler permet d'évaluer l'ordre des Types de personnalité associés à un taux d'énergie disponible, ainsi que les Mécanismes de réussite et d'échec des participants. Les six Types sont alors représentés sous la forme d'un empilement, l'« immeuble », où le type dominant est appelé "Base". Selon Kahler, cette Base se fixe vers l'âge de 7 ans et reste la Base pour la vie entière. Cependant la Phase, source de nos motivations et de nos comportements sous stress les plus observables, peut changer au cours de la vie, notamment lors d'une période de stress intense (positive ou négative) dans un « changement de Phase ».
Les degrés de stress en PCM correspondent à une réduction graduelle des capacités intellectuelles et émotionnelles des personnes qui commence par des problèmes relationnels et va jusqu'au blocage de la communication. Ces degrés sont au nombre de trois, du plus léger au plus lourd :
- premier : driver (de l'anglais to drive, conduire) qui peut se traduire dans ce contexte par « message contraignant »[10]),
- deuxième : mécanisme d'échec,
- troisième : désespoir.

Le profil PCM permet de déterminer les Besoins Psychologiques de Base et Phase à combler régulièrement afin de diminuer le Stress .

### Gérer la Mécommunication
PCM propose des outils pour gérer la relation et les comportements sous stress. Pour chaque type de personnalité, une interaction est composée de trois éléments : 
- la Perception du monde,
- le Canal de communication privilégié,
- le Besoin Psychologique à combler.

#### Les Besoins Psychologiques
C'est l'outil le plus important de PCM pour la gestion du stress. Comme la satisfaction des besoins physiologiques permet d'être en bonne santé, la satisfaction des Besoins Psychologiques permet de sortir du stress.

#### La Perception du monde
La Base d'une personne influe sur sa façon de voir le monde, de communiquer et de gérer la relation aux autres. Tenir compte de cette façon de voir d'un interlocuteur permet d'améliorer la communication.

#### Les Canaux de communication
Un Canal de communication représente l'ensemble des moyens mis en œuvre pour faire passer un message. Ces moyens combinent le ton de la voix, l'attitude corporelle (expression du visage, gestes, postures) et le choix des mots. Le modèle distingue 5 Canaux de communication, chaque type de personnalité ayant son canal privilégié :
- le Canal 1 : Interruptif[16]. Ce canal est utile en contexte de stress sévère pour reprendre le contrôle. Ce canal est rarement employé dans la vie  quotidienne.
- le Canal 2 : Directif, pour les types Promoteur et Imagineur : passe par la réflexion, les mots incitent à l'action (verbes à l'impératif), le ton et l'attitude sont neutres, sans émotion particulière.
- le Canal 3 : Interrogatif, pour les types Persévérant et Analyseur : le propos est orienté sur les faits ou les opinions ; il contient souvent des questions, le ton est neutre, sans émotion particulière, éventuellement appuyé sur certains mots (les mots-clés du discours) ; l'expression est sobre, la posture du corps est droite.
- le Canal 4 : Nourricier, pour le type Empathique : les mots parlent d'émotions, de ressentis, le ton de la voix est doux, l'attitude est souriante, détendue et tournée vers l'autre.
- le Canal 5 : Émotif, pour le type Énergiseur : beaucoup d'onomatopées et de mots expressifs dans le discours ; le ton est enthousiaste, accompagné d'une gestuelle dynamique.

## Critiques
Piet van der Ploeg, enseignant à l'université des sciences appliquées d'Amsterdam, critique son usage à l'école dans une publication intitulée "L'éducation basée sur la bêtise et l'autodisqualification, illustrées par le Process Communication Model" (Nonsense-based education and self-disqualification, illustrated by the Process Communication Model). Il y déplore le fait qu'une grande partie des études sur lesquelles s'appuient le fondateur et les défenseurs de la méthode PCM sont soit introuvables, soit inaccessibles au public, et estime que les études qui sont effectivement traçables et vérifiables sont généralement peu fiables et/ou n'étayent pas l'efficacité de la méthode.
Le mémoire "The effects of Using the Process Communication Model to Support the Behaviors of Students with Disabilities" de Heather Cipolla (3 décembre 2013) portant sur 3 étudiants se conclut par : "En regardant de près les données numériques, les interventions du PCM ont eu un léger impact sur le comportement de Shelly, aucun impact sur celui de Rick, et étaient presque sans pertinence dans les données de Tom."
Une étude réalisée par Michael Gilbert a montré les résultats de la formation PCM dans le district scolaire d'Apache Junction sur une période de 3 ans : 
- le district a réduit le taux de rotation des employés de 43 % à moins de 3 % (en dépit du fait que le district offrait des salaires inférieurs à ceux des districts voisins) [source insuffisante]

- - les résultats des élèves dans chaque classe ont augmenté de façon spectaculaire [source insuffisante]
- - le taux d'échec en septième et huitième année a chuté de 20 % à moins de 2 % - le besoin de mesures disciplinaires pour les élèves a diminué de façon substantielle [source insuffisante]
- - le taux d'obtention du diplôme a augmenté le taux d'obtention de diplômes a augmenté [source insuffisante]
- - le pourcentage d'élèves qui poursuivent leurs études à l'université ou dans un autre type de formation postsecondaire est passé de 19 % à plus de 43 % [source insuffisante]
- - la satisfaction et le moral des employés, parents et les élèves ont atteint un niveau record.[source insuffisante]

van der Ploeg note que le mémoire de Sheehey, A case study of lessons learned from teaching process communication to middle school students in a traditional public school classroom, ne dispose pas de groupe de contrôle.
Concernant l'étude de Appold (2006), selon Piet van der Ploeg, Kalher aurait émis l'avis suivant :
1. La sensibilisation au PCM n'a pas été suffisante pour produire des résultats fiables et significatifs en termes de progrès scolaires des élèves.
2. L'application du PCM par les enseignants n'a peut-être pas été pleinement mise en œuvre ou être cohérente.
3. Une formation plus longue et plus approfondie au PCM, avec accompagnement, examen et évaluation, était nécessaire.

Dans son étude de 1995, Hawking a examiné dans trois écoles si l'expérience des enseignants dans l'utilisation du Process Communication Model (PCM) avait un impact sur les résultats scolaires des élèves. Il n'a trouvé aucune différence significative dans deux des trois écoles, et aucune différence pour les garçons dans aucune des trois écoles. Il a trouvé une différence significative uniquement pour les filles dans une des trois écoles.
L'étude de Wallin de 1992 conclut que "la personnalité de l'enseignant n'a pas de relation significative avec ses décisions de notation, mais que la note d'un élève est significativement affectée par sa personnalité, son sexe, son origine ethnique et son mode de comportement". Pourtant, quand Kahler cite cette étude, il annonce que "la note d'un élève est significativement affectée par la différence de structure de personnalité entre celle de l'enseignant et celle de l'élève.". Selon Piet van der Ploeg, "Si les partisans estiment nécessaire d'amplifier et de déformer les résultats de la recherche scientifique, alors il y a manifestement un manque de preuves positives."
Une recherche récente publiée dans un journal à comité de lecture a étudié la relation entre la personnalité et la capacité à traiter des informations visuelles globales et locales. Le phénomène de préséance globale a été évalué par une tâche standard de recherche visuelle et les 77 participants ont également été soumis au questionnaire PCM. Les résultats suggèrent que la capacité à traiter les propriétés globales et locales des stimuli visuels varie en fonction du Type de Base des participants. Quatre des six Types de Base présentaient une préséance visuelle globale classique, les deux autres Types (énergiseur et imagineur) ne présentaient qu'un effet de distracteurs et un effet d'avantage global, respectivement. Pris ensemble, ces résultats montrent que chacun perçoit différemment la "forêt" (information globale) et l'"arbre" (information locale).